# فرانك وارد (لاعب كريكت أسترالي)
فرانك وارد (23 فبراير 1906 - 25 مارس 1974) (بالإنجليزية: Frank Ward)‏ هو لاعب كريكت أسترالي. شارك مع منتخب أستراليا الوطني للكريكت.

## وصلات خارجية
- فرانك وارد على موقع إي آس بي آن كريك إنفو (الإنجليزية)